# Honingboom
De honingboom (Styphnolobium japonicum, synoniem: Sophora japonica) is een boom uit de vlinderbloemenfamilie (Leguminosae). In Nederland wordt de boom gebruikt in brede straten en parken; hij lijkt wel iets op de robinia (Robinia pseudoacacia).
De soort komt van nature voor in China en Korea. In Japan is de soort veel aangeplant bij tempels en op begraafplaatsen. In 1747 werden de eerste zaden door een Franse jezuïet naar le Jardin des Plantes in Parijs gestuurd.
De honingboom kan 15–20 m hoog worden. De boom heeft een brede, ronde, open kroon en een grijsgroene schors, waarin door de diktegroei op latere leeftijd scheuren ontstaan. De twijgen zijn donkergroen, evenals de enkele jaren oude takken. Het onevengeveerde blad is tot 25 cm lang en bestaat uit zeven tot zeventien eironde tot elliptische, geelgroene blaadjes. De boom bloeit in augustus en september met bleekgele tot roomwitte bloemen in pluimen die tot 30 cm lang kunnen worden. De boom komt vaak pas op ongeveer twintigjarige leeftijd tot bloei, maar op warme standplaats kan dat op tienjarige leeftijd al het geval zijn. De bloemen bevatten veel nectar en worden dan ook druk bezocht door honingbijen. De vrucht is een 5–8 cm lange, tussen de zaden ingesnoerde peul. Vanwege de vorm van de peulen wordt de honingboom ook wel snoerboom genoemd.

## In de tuin
De boom groeit het beste in de volle zon op een warme plaats; ze kan door vorst beschadigd worden. De boom wordt door zaaien of vegetatief vermeerderd. Er bestaat ook een treurvorm (de variëteit pendula). De cultivar Styphnolobium japonicum 'Regent' is ontwikkeld in de Verenigde Staten en is in Nederland verkrijgbaar.

## Ziekten
De honingboom kan aangetast worden door de schimmel Fusarium lateritium en soms door Nectria galligena.

## Bijzondere exemplaren
Kew Gardens in Londen bezit een van de oudste honingbomen van Europa, aangeplant in 1762. Deze boom is in de loop der jaren scheef gezakt, zodanig dat de stam  thans geheel horizontaal ligt.
In de tuin van Kasteel Sypesteyn te Nieuw-Loosdrecht bevindt zich een treurhoningboom (een exemplaar van de treurvormvariëteit). Deze boom is speciaal aangewezen als officiële gemeentelijke trouwlocatie.

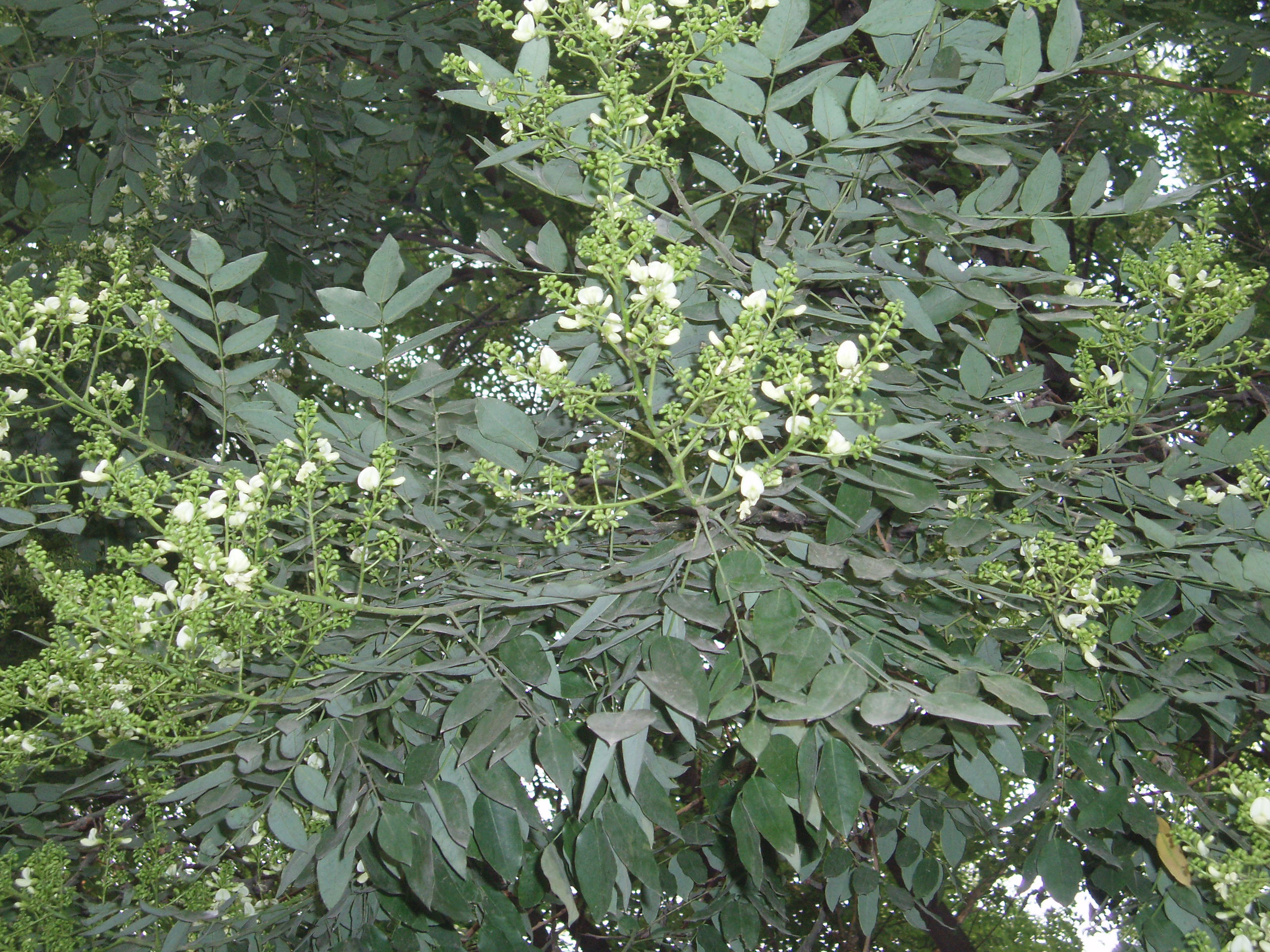
Bloemen
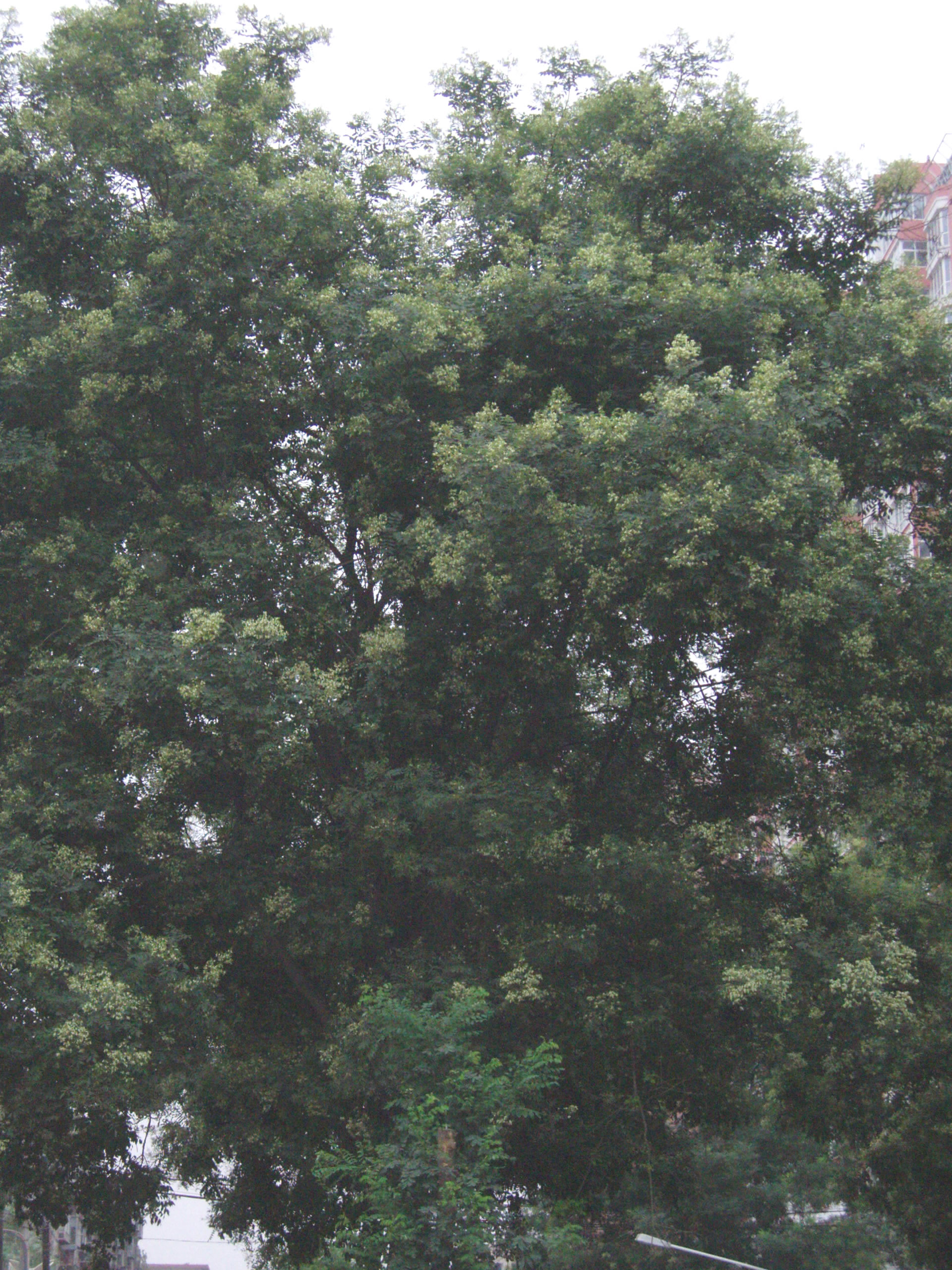
Bloeiende boom
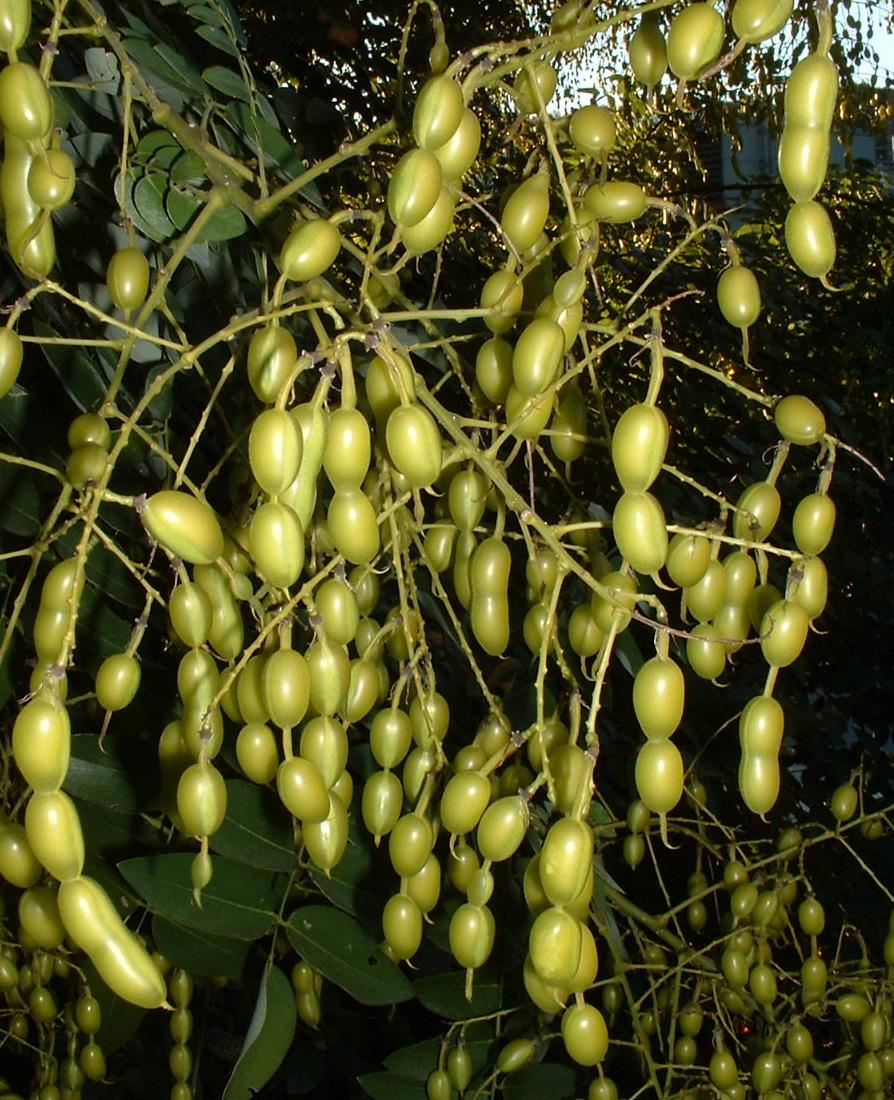
Vruchten